# Stagleap Park
Stagleap Park är en park i Kanada.   Den ligger i provinsen British Columbia, i den södra delen av landet, 3 100 km väster om huvudstaden Ottawa. Stagleap Park ligger 1 944 meter över havet.
Terrängen runt Stagleap Park är kuperad åt nordost, men åt sydväst är den bergig. Stagleap Park ligger uppe på en höjd. Trakten runt Stagleap Park är nära nog obefolkad, med mindre än två invånare per kvadratkilometer.. Det finns inga samhällen i närheten.
I omgivningarna runt Stagleap Park växer i huvudsak barrskog.